# Tobeen
Félix Elie Bonnet, detto Tobeen, (Bordeaux, 20 luglio 1880 – Saint-Valery-sur-Somme, 14 marzo 1938), è stato un pittore francese.

## Biografia
Tobeen visse a lungo nei Paesi Baschi, periodo che gli servì come ispirazione per molti dei suoi dipinti. A partire dal 1910 lavorò a Parigi, dove entrò in contatto con i pittori Pablo Picasso e Georges Braque e con i fratelli Duchamp (Gaston, Raymond et Marcel) a Puteaux, gli artisti dell'esposizione Section d'Or, dove nel 1912 presenterà ben 11 opere.
Ma Tobeen non era un cittadino. Amava infatti la vita libera, il mare, i boschi e dopo il suo periodo parigino decise di stabilirsi a Saint-Valery-sur-Somme.
I quadri, i disegni e le incisioni su legno di Tobeen mostrano indelebili le tracce del suo periodo basco così come quello Parigino, oltre che la sua passione per la poesia della vita quotidiana.

## Esposizioni

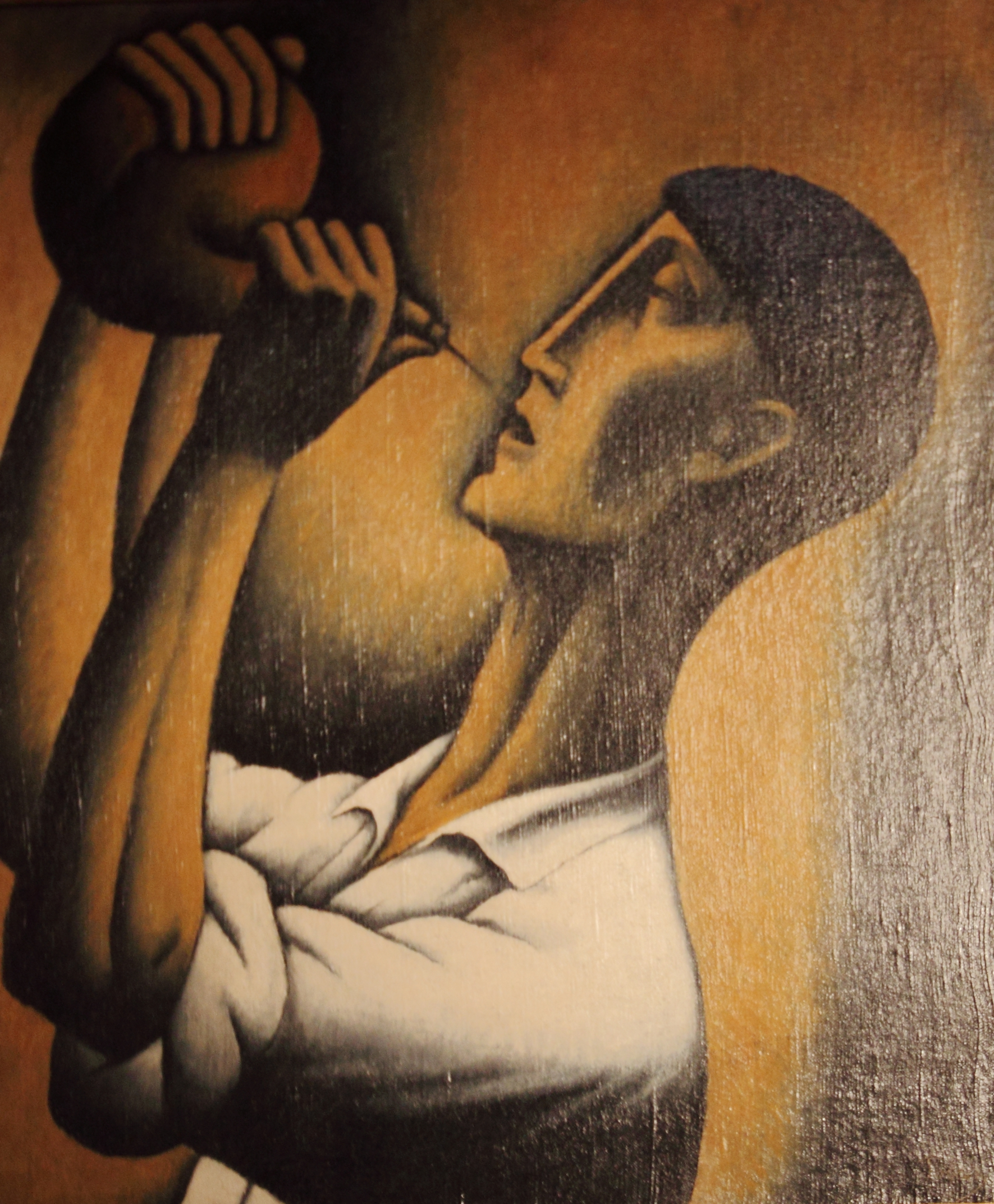
Buveur à la gourde, Scheringa Museum voor Realisme

- Galleria La Boétie (Parigi): La Section d'Or (1912)
- Armory Show (New York) 1913
- Tobeen, un poeta del Cubismo: Bordeaux, Galerie Musée des beaux-arts, 2012 8 juin - 16 september

## Musei con dipinti di Tobeen
Francia
- Museo Basco, Bayonne
- Musée des Beaux-Arts de Bordeaux, Bordeaux
- Musei Menton, collezione Wakefield, Menton
- Musée des Beaux-Arts de Nancy, Nancy

Paesi Bassi
- Centraal Museum, Utrecht
- Scheringa Museum voor Realisme, Spanbroek
- Kröller-Müller Museum, Otterlo